# Starszy aspirant

Dystynkcje starszego aspiranta PSP noszone na ubiorze specjalnym.

Starszy aspirant (st. asp.) − stopień w korpusie aspirantów Państwowej Straży Pożarnej. Niższym stopniem jest aspirant w wyższym aspirant sztabowy. Odpowiednik stopnia starszy chorąży w Wojsku Polskim, Straży Granicznej, Służbie Więziennej, Biurze Ochrony Rządu oraz w Agencji Bezpieczeństwa Wewnętrznego. Odpowiednikiem tego stopnia w Policji jest starszy aspirant Policji.